# Andrew Litton
Andrew Litton   (Nova York, 16 de maig de 1959) és un director d'orquestra nord-americà.
Litton és llicenciat a "The Fieldston School" i té títols universitaris i màsters en música de Juilliard. Entre els seus primers professors hi havia John DeMaio. Litton va participar en el Programa de conductors de dotacions d'artistes afiliats Exxon-Arts. El 2003 va rebre la Medalla Sanford de la Universitat Yale.
Litton va començar la seva carrera com a director d'orquestra a lOrquestra Simfònica de Bournemouth, on va exercir com a director principal del 1988 al 1994, i després en fou el seu director d'orquestra. Va exercir durant dotze temporades com a director musical de lOrquestra Simfònica de Dallas del 1994 al 2006, després del qual va ser nomenat director musical emèrit. Des del 2003, fou director artístic dels concerts del Sommerfest de lOrquestra de Minnesota i, al juny del 2008, el seu contracte en aquest lloc es va ampliar fins al 2011. Ha estat director musical i director principal de lOrquestra Filharmònica de Bergen a Noruega des del 2003. El juny del 2008 es va prorrogar el contracte amb la Filharmònica de Bergen durant la temporada 2010-2011. El març de 2011, el contracte de Bergen es va ampliar fins al 2015. Estava previst que conclogués el seu mandat de Bergen el 2015 i que prengues el títol de director d'orquestra amb l'orquestra. El juny de 2012, Litton va acceptar el càrrec d'assessor artístic a lOrquestra Simfònica de Colorado durant la temporada 2014-2015 a partir de l'1 de setembre de 2012. L'agost de 2013, lOrquestra Simfònica de Colorado va elevar el títol de Litton a Director musical, amb efecte immediat. El desembre de 2014, New York City Ballet va nomenar a Litton el seu següent director musical, efectiu el setembre de 2015. Al setembre de 2015, lOrquestra Simfònica de Colorado va anunciar que Litton abandonaria el seu càrrec com a director musical de l'orquestra després de la temporada 2015-2016 i esdevindria l'assessor artístic de l'orquestra i el principal director convidat durant la temporada 2017-2018. Al maig de 2017, lOrquestra Simfònica de Singapur va anunciar a Litton com a nou director principal convidat, que començaria el setembre de 2017.
Els enregistraments de Litton inclouen la Belshazzar's Feast amb Bryn Terfel i la Bournemouth Symphony, guanyadora d'un Grammy, de William Walton; un concert de piano de Rakhmàninov amb el pianista Stephen Hough, una gravació en directe de Sweeney Todd, interpretada amb la Filharmònica de Nova York, que va rebre una nominació als Grammy. Altres enregistraments: un plató Decca Walton Centennial, les Simfonies Txaikovski completes amb la Simfònica de Bournemouth, les Simfonies de Rakhmàninov amb la Royal Philharmonic, el Romeo i Julieta de Sergei Prokofiev amb lOrquestra Filharmònica de Bergen i molts enregistraments de Gershwin, tant com a director com a pianista, amb la Dallas Symphony, la Bournemouth Symphony i la Royal Philharmonic.